# Война на изтощение
Войната на изтощение е стратегическа военна доктрина, която гласи, че за да бъде спечелена една война, врагът трябва да бъде изтощен до степен на колапс чрез постоянно нанасяне на поражения върху живата сила и провизиите му. Обикновено войната печели страната с по-големи първоначални запаси от тези ресурси. 

## Стратегически съображения
Повечето военни теоретици в историята разглеждат войната на изтощение като нещо, което трябва да бъде избягвано, тъй като представлява точно обратното на основните начини за спечелване на война: маневреност, изненада, концентрация на сили и т.н. или войната да бъде водена преди достигането на такава точка . От друга гледна точка, ако някоя страна се чувства неспособна за водене на война чрез тези начини, недостатъчна маневреност или тактическа подготовка, тя може умишлено да прибегне до война на изтощение на противника, като средство за противодействие на противниковите предимства във военното дело.
Ако воюващите страни са приблизително равностойни по сила, продължителната война на изтощение води до огромни икономически щети и на двете страни, като се превръща в пирова победа.